# NASCAR Winston Cup de 1994
A Temporada da NASCAR Winston Cup de 1994 foi a 46º edição da Nascar, com 31 etapas disputadas o campeão foi Dale Earnhardt.

## Calendário
| N. | Data   | Corrida                    | Circuito                        | Vencedor        | Segundo         | Terceiro        |
| 1  | 20-feb | Daytona 500                | Daytona International Speedway  | Sterling Marlin | Ernie Irvan     | Terry Labonte   |
| 2  | 27-feb | Goodwrench 500             | Rockingham Speedway             | Rusty Wallace   | Sterling Marlin | Rick Mast       |
| 3  | 6-mrt  | Pontiac Excitement 400     | Richmond International Raceway  | Ernie Irvan     | Rusty Wallace   | Jeff Gordon     |
| 4  | 13-mrt | Purolator 500              | Atlanta Motor Speedway          | Ernie Irvan     | Morgan Shepherd | Darrell Waltrip |
| 5  | 27-mrt | TranSouth Financial 400    | Darlington Raceway              | Dale Earnhardt  | Mark Martin     | Bill Elliott    |
| 6  | 10-apr | Food City 500              | Bristol Motor Speedway          | Dale Earnhardt  | Ken Schrader    | Lake Speed      |
| 7  | 17-apr | First Union 400            | North Wilkesboro Speedway       | Terry Labonte   | Rusty Wallace   | Ernie Irvan     |
| 8  | 24-apr | Hanes 500                  | Martinsville Speedway           | Rusty Wallace   | Ernie Irvan     | Mark Martin     |
| 9  | 1-mei  | Winston Select 500         | Talladega Superspeedway         | Dale Earnhardt  | Ernie Irvan     | Michael Waltrip |
| 10 | 15-mei | Save Mart Supermarkets 300 | Infineon Raceway                | Ernie Irvan     | Geoff Bodine    | Dale Earnhardt  |
| 11 | 29-mei | Coca-Cola 600              | Charlotte Motor Speedway        | Jeff Gordon     | Rusty Wallace   | Geoff Bodine    |
| 12 | 5-jun  | Budweiser 500              | Dover International Speedway    | Rusty Wallace   | Ernie Irvan     | Ken Schrader    |
| 13 | 12-jun | UAW-GM Teamwork 500        | Pocono Raceway                  | Rusty Wallace   | Dale Earnhardt  | Ken Schrader    |
| 14 | 19-jun | Miller Genuine Draft 400   | Michigan International Speedway | Rusty Wallace   | Dale Earnhardt  | Mark Martin     |
| 15 | 2-jul  | Pepsi 400                  | Daytona International Speedway  | Jimmy Spencer   | Ernie Irvan     | Dale Earnhardt  |
| 16 | 10-jul | Slick 50 300               | New Hampshire Motor Speedway    | Ricky Rudd      | Dale Earnhardt  | Rusty Wallace   |
| 17 | 17-jul | Miller Genuine Draft 500   | Pocono Raceway                  | Geoff Bodine    | Ward Burton     | Joe Nemechek    |
| 18 | 24-jul | DieHard 500                | Talladega Superspeedway         | Jimmy Spencer   | Bill Elliott    | Ernie Irvan     |
| 19 | 6-aug  | Brickyard 400              | Indianapolis Motor Speedway     | Jeff Gordon     | Brett Bodine    | Bill Elliott    |
| 20 | 14-aug | The Bud At The Glen        | Watkins Glen International      | Mark Martin     | Ernie Irvan     | Dale Earnhardt  |
| 21 | 21-aug | GM Goodwrench Dealer 400   | Michigan International Speedway | Geoff Bodine    | Mark Martin     | Rick Mast       |
| 22 | 27-aug | Goody's 500                | Bristol Motor Speedway          | Rusty Wallace   | Mark Martin     | Dale Earnhardt  |
| 23 | 4-sep  | Mountain Dew Southern 500  | Darlington Raceway              | Bill Elliott    | Dale Earnhardt  | Morgan Shepherd |
| 24 | 10-sep | Miller Genuine Draft 400   | Richmond International Raceway  | Terry Labonte   | Jeff Gordon     | Dale Earnhardt  |
| 25 | 18-sep | SplitFire Spark Plug 500   | Dover International Speedway    | Rusty Wallace   | Dale Earnhardt  | Darrell Waltrip |
| 26 | 25-sep | Goody's 500                | Martinsville Speedway           | Rusty Wallace   | Dale Earnhardt  | Bill Elliott    |
| 27 | 2-okt  | Tyson Holly Farms 400      | North Wilkesboro Speedway       | Geoff Bodine    | Terry Labonte   | Rick Mast       |
| 28 | 9-okt  | Mello Yello 500            | Charlotte Motor Speedway        | Dale Jarrett    | Morgan Shepherd | Dale Earnhardt  |
| 29 | 23-okt | AC Delco 400               | Rockingham Speedway             | Dale Earnhardt  | Rick Mast       | Morgan Shepherd |
| 30 | 30-okt | Slick 50 500               | Phoenix International Raceway   | Terry Labonte   | Mark Martin     | Sterling Marlin |
| 31 | 13-nov | Hooters 500                | Atlanta Motor Speedway          | Mark Martin     | Dale Earnhardt  | Todd Bodine     |

## Classificação final - Top 10

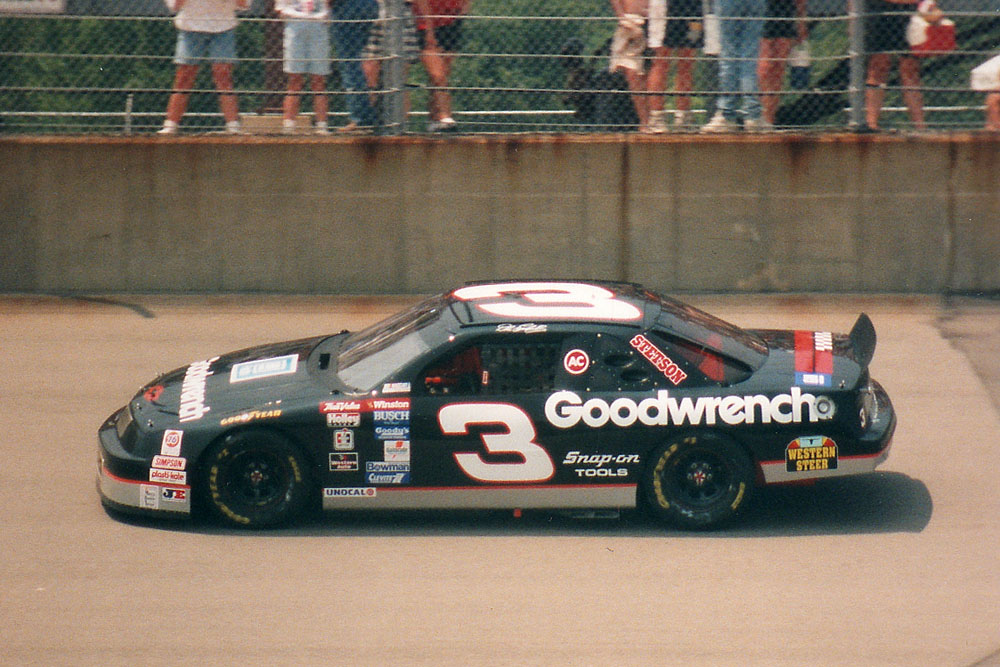
Campeão Dale Earnhardt no Michigan International Speedway.

| 1  | Dale Earnhardt  | 4694 |
| 2  | Mark Martin     | 4250 |
| 3  | Rusty Wallace   | 4207 |
| 4  | Ken Schrader    | 4060 |
| 5  | Ricky Rudd      | 4050 |
| 6  | Morgan Shepherd | 4029 |
| 7  | Terry Labonte   | 3876 |
| 8  | Jeff Gordon     | 3776 |
| 9  | Darrell Waltrip | 3688 |
| 10 | Bill Elliott    | 3617 |